# 978
978 (CMLXXVIII) var ett normalår som började en tisdag i den julianska kalendern.

## Händelser

### Mars
- 18 mars – Den engelske kungen Edvard blir mördad av sin styvmor Elfrida, eftersom hon hellre vill se sin son Ethelred (Edvards halvbror) på tronen. Redan samma dag blir den tioårige Ethelred kung av England.

## Födda
- Jaroslav I, storfurste av Kiev
- Zoë Porphyrogenita, bysantinsk kejsarinna.

## Avlidna
- 18 mars – Edvard Martyren, kung av England sedan 975 (mördad)